# Park Ji-hyun
Park Ji-hyun (en hangul, 박지현; romanización revisada, Bak Ji-hyeon; 26 de noviembre de 1994) es una actriz y modelo surcoreana.

## Biografía
Estudió lengua española en la Universidad de Hankuk de Estudios Extranjeros.
Es amiga de la cantante y actriz surcoreana Im Yoon-ah.
En julio de 2017 se anunció que estaba en una relación con el presentador surcoreano Jo Hang-ri, sin embargo en febrero de 2018 se anunció que la pareja había terminado.

## Carrera
Es miembro de la agencia Namoo Actors (나무엑터스) desde 2016.
En julio de 2017 se unió al elenco recurrente de la serie The King in Love donde interpretó a Bi-yeon, la sirvienta personal de Eun-san (Im Yoon-ah) con quien comparte un fuerte vínculo de amistad.
En julio de 2018 se unió al elenco recurrente de la serie Your Honor donde dio vida a Park Hae-na, una joven involucrada en una fiesta de drogas.
El 6 de noviembre del mismo año se unió al elenco principal de la serie Dear My Room (también conocida como "Eun Joo's Room") donde interpretó a Ryu Hye-jin.
En 2019 se unió al elenco recurrente de la serie Rookie Historian Goo Hae-ryung, donde dio vida a Song Sa-hee, la hermana de Song Jae-chun (Ryoo Tae-ho) y la historiadora personal del príncipe Yi Rim (Cha Eun-woo).
En agosto de 2020 se unió al elenco principal de la serie Do You Like Brahms? donde interpretó a Lee Jung-kyung, la nieta de Na Moon-sook (Ye Soo-jung) y una talentosa violinista, quien a pesar de ser una joven prodigio decide vivir una vida normal después de la repentina muerte de su madre, hasta el final de la serie el 20 de octubre del mismo año.
En septiembre de 2021 se unió al elenco principal de la serie Yumi's Cells donde da vida a Sae-yi, una amiga y colega de Ku Woong (Ahn Bo-hyun), con una imagen y una habilidad perfectas que está llena de ambición y que sueña con convertirse en la mejor directora de arte de videojuegos.

## Filmografía

### Series de televisión
| Año     | Título                                | Personaje      | Notas        | Ref.          |
| ------- | ------------------------------------- | -------------- | ------------ | ------------- |
| 2017    | Saimdang, Light’s Diary               | Lee-yun        |              |               |
| 2017    | The King in Love                      | Bi-yeon        |              |               |
| 2018    | Your Honor                            | Park Hae-na    |              |               |
| 2018    | Terius Behind Me                      | Clara Choi     |              |               |
| 2018-19 | Dear My Room                          | Ryu Hye-jin    | 12 episodios |               |
| 2019    | Goo Hae-ryung, la historiadora novata | Song Sa-hee    |              |               |
| 2020    | Do You Like Brahms?                   | Lee Jung-kyung | 16 episodios | [ 17 ]        |
| 2021    | Yumi's Cells                          | Seo Sae-i      |              | [ 15 ]        |
| 2022    | Love All Play                         | Park Jun-young |              |               |
| 2022    | The Youngest Son of a Chaebol Family  | Mo Hyun-min    |              | [ 18 ]        |
| 2024    | Chaebol X Detective                   | Lee Kang-hyun  | 16 episodios | [ 19 ] [ 20 ] |

### Películas
| Año  | Título                  | Personaje                   | Notas                                                                               | Ref.          |
| ---- | ----------------------- | --------------------------- | ----------------------------------------------------------------------------------- | ------------- |
| 2014 | 진심                    | -                           | Cortometraje                                                                        |               |
| 2016 | 웹캠녀                  | -                           | Cortometraje                                                                        |               |
| 2017 | Control                 | Ah-ri                       |                                                                                     |               |
| 2017 | The Chase               | Kim Soo-kyung               | Junto a Chun Ho-jin, Jung Sung-il, Jung Yoo-min, Yoon Jin, Jo Hyun-sik y Wi Ha-joon |               |
| 2018 | Gonjiam: Haunted Asylum | Ji-hyun                     | Junto a Wi Ha-joon, Oh Ah-yeon, Moon Ye-won y Park Sung-hoon                        |               |
| 2018 | A Man's True Colors     | Pareja en Restaurante Chino |                                                                                     |               |
| 2019 | The Divine Fury         | Soo-jin                     | Junto a Park Seo-joon, Ahn Sung-ki, Woo Do-hwan, Jung Ji-hoon y Seo Jeong-yeon      |               |
| 2020 | Puppy                   | Seo-ye                      | Junto a Choi Woo-shik                                                               | [ 21 ]        |
| 2022 | Anchor                  | Seo Seung-ah                | Junto a Chun Woo-hee, Lee Hye-young y Shin Ha-kyun                                  | [ 22 ] [ 23 ] |
| 2024 | Hidden Face             | Mi-joo                      | Junto a Song Seung-heon y Cho Yeo-jeong                                             | [ 24 ]        |
| 2025 | Forbidden Fairytale     | Dan-bi                      | Junto a Choi Si-won y Sung Dong-il                                                  | [ 25 ] [ 26 ] |

### Programas de variedades
| Año        | Título                    | Función  | Notas        | Ref.   |
| ---------- | ------------------------- | -------- | ------------ | ------ |
| 2018       | 2 Days & 1 Night Season 3 | Invitada | Ep. 556-557  |        |
| 2019, 2020 | Running Man               | Invitada | Ep. 475, 518 | [ 27 ] |

### Anuncios
| Año  | Título                                       | Notas |
| ---- | -------------------------------------------- | ----- |
| 2020 | Hyundai Motors (현대자동차) - 아반떼         |       |
| -    | 이너벨라                                     |       |
| -    | LG 프라엘                                    |       |
| -    | 현대렌탈정수기                               |       |
| -    | 정관장 알파프로젝트                          |       |
| -    | 코카콜라                                     |       |
| -    | 갤럭시노트8                                  |       |
| -    | 보노스프                                     |       |
| -    | 더마허브                                     |       |
| -    | 에드윈                                       |       |
| -    | 마모트                                       |       |
| -    | 카카오뱅크                                   |       |
| -    | 잇츠스킨                                     |       |
| -    | SK 브로드밴드 옥수수                         |       |
| -    | 카페 토스피아                                |       |
| 2015 | MBC 연중캠페인 - "새끼손가락을 건다는 건" 편 |       |

## Premios y nominaciones
| Año  | Premio                      | Categoría                                                  | Trabajo                               | Resultado | Ref.          |
| ---- | --------------------------- | ---------------------------------------------------------- | ------------------------------------- | --------- | ------------- |
| 2018 | 39th Blue Dragon Film       | Mejor actriz revelación                                    | Gonjiam: Haunted Asylum               | Nominada  | [ 28 ]        |
| 2018 | 24th Chunsa Film Art        | Rookie of the Year Award                                   | Gonjiam: Haunted Asylum               | Nominada  |               |
| 2019 | 38th MBC Drama              | Female Excellence Award in a Wednesday-Thursday Miniseries | Goo Hae-ryung, la historiadora novata | Nominada  |               |
| 2020 | 28th SBS Drama              | Mejor actriz revelación                                    | Do You Like Brahms?                   | Nominada  |               |
| 2025 | 61.os Premios Baeksang Arts | Mejor actriz revelación (cine)                             | Hidden Face                           | Pendiente | [ 29 ] [ 30 ] |